# Bristol Tractor Company
Die Bristol Tractors Ltd. (nicht zu verwechseln mit dem Flugzeug-, Flugmotoren- und später Automobilhersteller Bristol Aeroplane Company in Filton, Bristol) war ein britischer Hersteller von Raupenschleppern.

## Unternehmensgeschichte
Das Unternehmen wurde 1931 zur Herstellung von kleinen Raupentraktoren für die Landwirtschaft gegründet. Erster Unternehmenssitz war 7–9 St. James’s Street, London SW1. 1933 lag der Sitz in Quality Court, Chancery Lane, London WC2, die Produktionsstätten in Sunbeam Road, Willesden NB 10. Um 1934/35 geriet die Bristol Tractor Company in Zahlungsschwierigkeiten und konnte die von Jowett Cars gelieferten Motoren (s. u.) nicht bezahlen, Jowett Cars kauften deshalb das Unternehmen auf und verlegten die Produktionsstätte im Juli 1935 in ihre eigenen Fabrikräume und übernahmen auch den Vertrieb im Inland. Lediglich der außerbritische Vertrieb verblieb bei Bristol Tractors.
In der unmittelbaren Zeit nach dem Zweiten Weltkrieg wurden die Produktionsstätten in eine ehemalige Rüstungsfabrik in Southbridge, Earby, Yorks. verlegt. 1961 wurde Bristol Tractors an die Saunders Ltd. verkauft, die Geschäftsleitung zog nach Worcester. Damals hatte das Unternehmen ca. 200 Mitarbeiter.
Der Bedarf an Raupenschleppern zumindest im britischen Mutterland selbst war nie besonders groß gewesen, da es an besonders sumpfigem oder sonst wie besondere Geländegängigkeit erfordernden Ackerflächen fehlte. Als Blütezeit des Traktorenbaues bei Bristol werden die 1950er Jahre beschrieben. Dann erschienen als Konkurrenten Ackerschlepper mit Allradantrieb, die eine etwa gleiche Geländegängigkeit und bessere Fahreigenschaften auf der Straße aufwiesen. Gleichzeitig brachen ab 1960 große Teile des britischen Kolonialreiches als Markt weg. Infolgedessen ging ab den 1960er Jahren die Nachfrage nach Raupenschleppern in Großbritannien immer mehr zurück. 1967 übernahm ein Hersteller namens Track Marshall das in Schwierigkeiten befindliche Werk, ohne jedoch am Abwärtstrend etwas ändern zu können. 1971 wurde schließlich die weitere Produktion von Bristol-Kettenschleppern eingestellt.

## Fahrzeuge

### Bristol 10

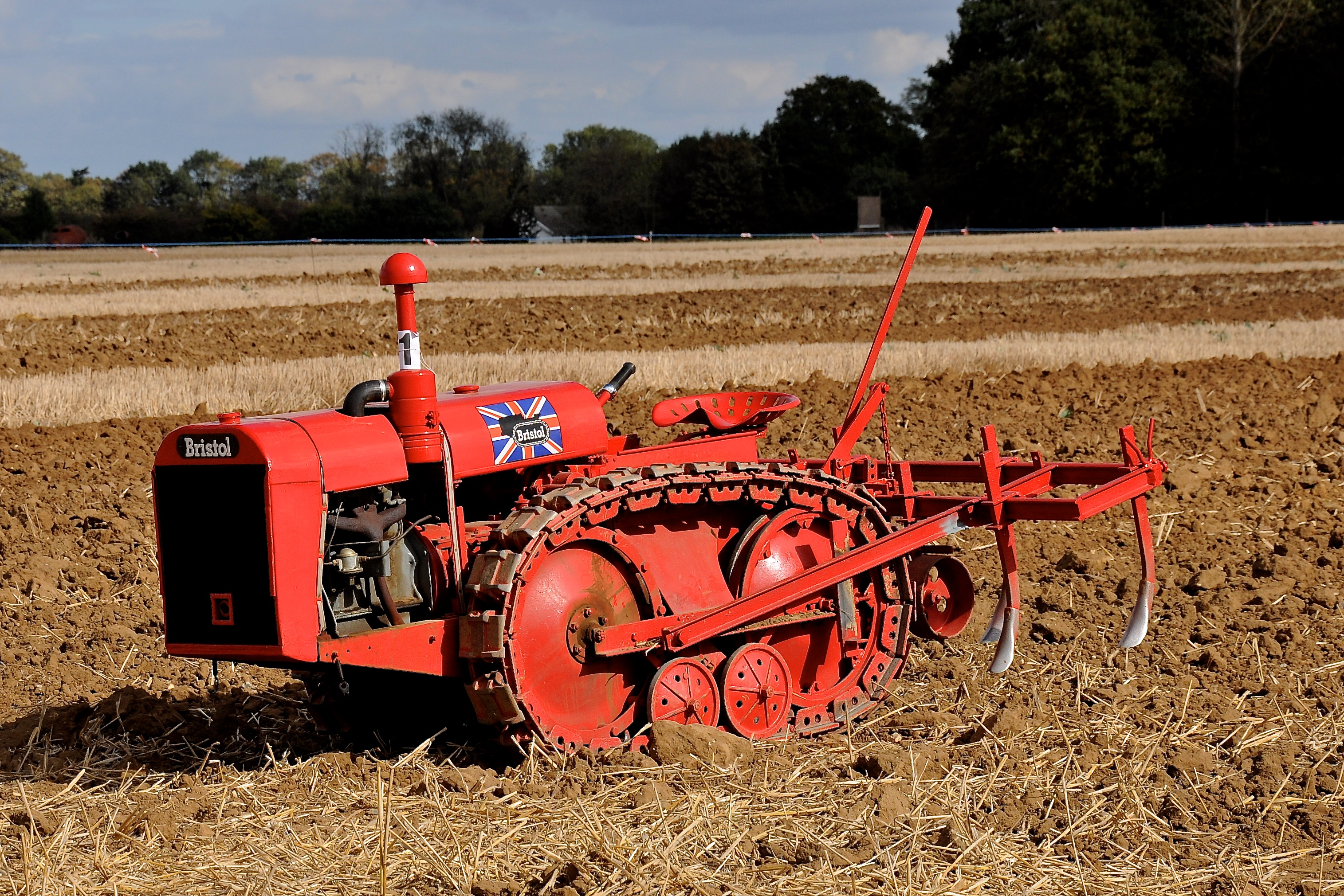
Bristol 10

Der erste Prototyp des Bristol Tractor entstand 1931/32. Es war ein einsitziger, relativ kleiner Kettenschlepper, der für die Landwirtschaft bestimmt war. Für das Fahrzeug charakteristisch war das Laufwerk: Es hatte ein besonders großes hinteres Antriebs- und ein gleich großes vorderes Führungsrad von jeweils ca. 70 cm Durchmesser sowie zusätzlich zwei relativ kleine Laufrollen und keine Stützrollen. Der Prototyp wurde zusammen mit Douglas Works, Kingswood, Bristol, entwickelt. Douglas Works lieferte den Motor, einen luftgekühlten Zweizylinder-Boxermotor mit 1,2 Liter Hubraum. Dieser Motor bewährte sich nicht; Douglas ging in Konkurs, und das Fahrzeug erhielt einen Zweizylinder-V-Motor mit 1,35 Liter Hubraum von Anzani. Mit diesem Motor ging der Traktor 1933 in Produktion und kostete 175 Pfund Sterling.
Auch dieser Motor befriedigte nicht, ab 1934 wurde das Fahrzeug deshalb mit einem luftgekühlten Zweizylinder-Boxermotor von Jowett oder einem wassergekühlten Zweizylinder-Boxer-Dieselmotor (von Victor Oil Engines, Coventry) angeboten. Der Dieselmotor hatte mit 80 mm Bohrung und 100 mm Hub einen Hubraum von 1006 cm³. Die etwa 60 mit Anzani-Motor gebauten Schlepper erhielten nachträglich ebenfalls den Jowett-Motor. Mit Ottomotor kostete der Raupenschlepper 195 Pfund, mit Dieselmotor 295 Pfund.
Der für Pkw bestimmte luftgekühlte Zweizylindermotor von Jowett befriedigte ebenfalls in der Zugmaschine nicht: Der für einen leichten Pkw mit schneller Fahrt ausgelegte Motor musste jetzt schwere Feldarbeit bei langsamer Geschwindigkeit verrichten. Es traten insbesondere Kolbenringbrüche auf. Ein neuer Ölfilter, der für bessere Schmierung vor allem in Schräglagen sorgte, konnte das Problem schließlich lösen.
Ab 1938 erhielt der Schlepper den mittlerweile auch in Jowett-Pkw eingebauten Vierzylindermotor mit 1166 cm³ Hubraum, ab 1942 den wassergekühlten Vierzylindermotor des Austin 10 mit 1237 cm³ Hubraum. Die Motorleistung aller dieser Motoren – vom Douglas bis zum Austin – wurde für den Einbau in dem Raupenschlepper auf etwa 10 PS (70 kW) gedrosselt. In dieser Form wurden die Raupenschlepper bis 1947 gebaut.

### Ähnliche Raupenschlepper
Ein aus dem Traktor Fordson N entwickelter, in der gleichen Zeit wie der Bristol Tractor gebauter Raupenschlepper hatte ein sehr ähnliches Fahrwerk, aber drei statt zwei Laufrollen und dazu eine Stützrolle. Ein sehr ähnliches Fahrwerk hatte auch ein Traktor des französischen Herstellers Issoise, Paris, den es ab Ende der 1930er Jahre mit zwei oder drei Laufrollen gab. Inwieweit es sich hier um Nachbauten oder Lizenzfertigungen handelt, ist der Literatur nicht zu entnehmen.

### Bristol 20

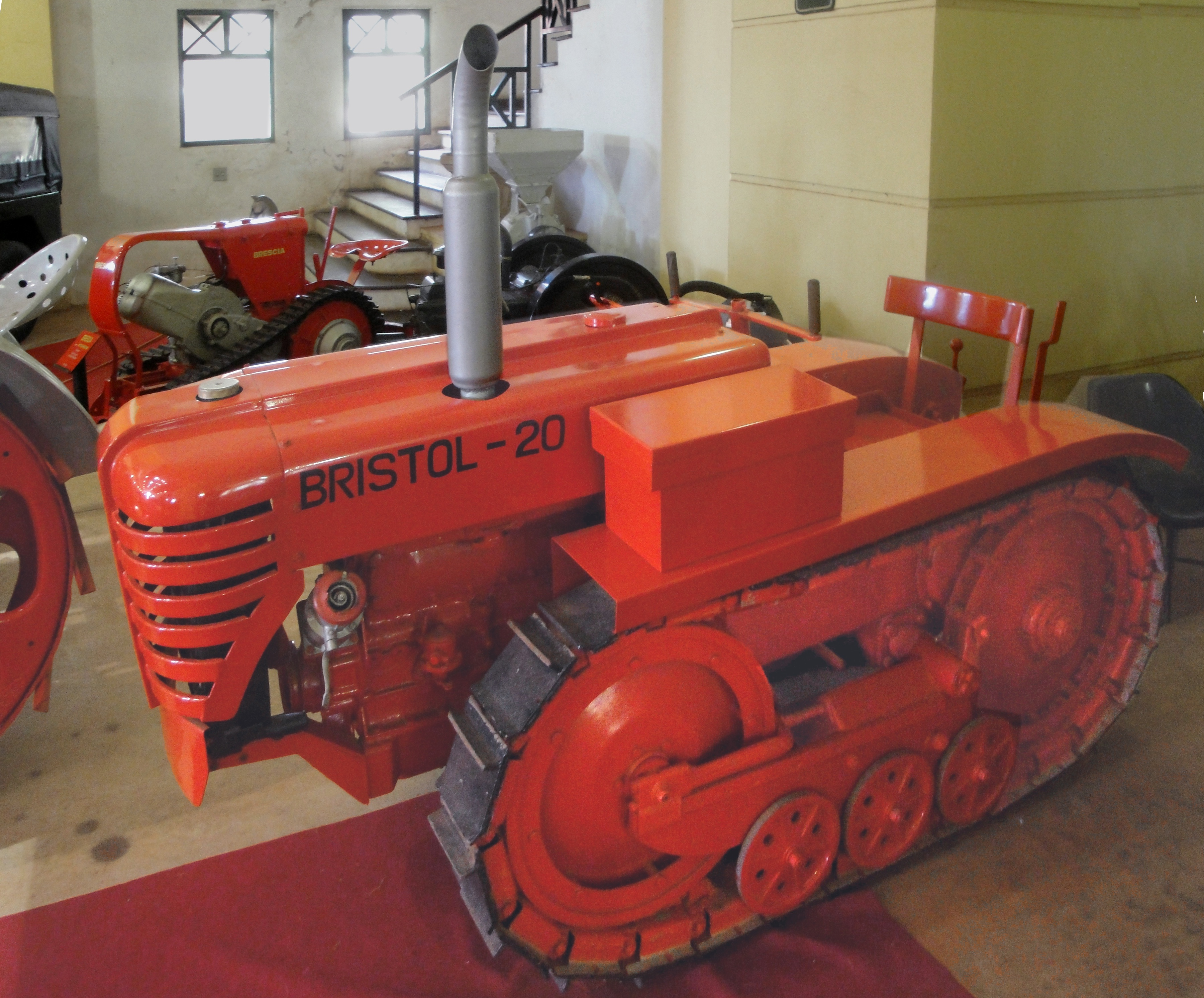
Restaurierter Bristol 20

Um 1948 löste der Bristol 20 das bisherige Modell in der Produktion ab. Motor war jetzt ein erheblich stärkerer Vierzylindermotor (Bohrung × Hub 79,37 × 111,125 mm = 2199 cm³). Der gleiche Motor war auch im Pkw Austin A70 eingebaut, jedoch im Schlepper von 67 (50) auf 20 bis 22 HP (15 bis 16 kW) gedrosselt. Ab 1952 wurde das Fahrzeug wahlweise auch mit einem Dieselmotor von Perkins geliefert. Das Fahrgestell des Bristol 10 war um eine dritte Laufrolle je Seite verlängert. Im Übrigen änderte sich am äußeren Erscheinungsbild des Traktors nicht viel. Er wurde bis 1953 gebaut.

### Bristol 22
1952 erschien als Nachfolger des Bristol 20 der Bristol 22. Er war mit dem gleichen Austin-Motor lieferbar wie der Bristol 20, hatte aber (wie die Typenbezeichnung nahelegt) eine geringfügig höhere Motorleistung. Alternativ zum Ottomotor von Austin war ein Dreizylinder-Perkins-Dieselmotor lieferbar. Das Fahrwerk unterschied sich äußerlich nicht von dem des Bristol 20, es gab jedoch unterschiedliche Kettenbreiten. Der Bristol 22 wurde bis 1956 gebaut.

### Bristol 25

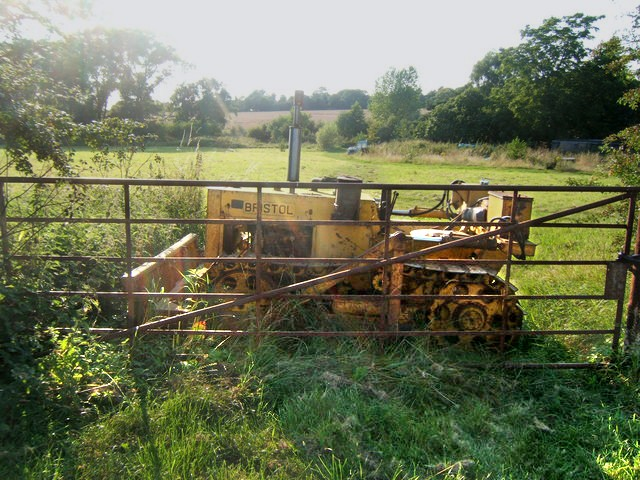
Bristol 25

Der Bristol 25 wurde als Nachfolger des Bristol 22 von 1955 bis 1959 oder von 1956 bis 1966 gebaut, ab 1959 in der Variante Bristol D, ab 1960 in der Variante Bristol PD. Letztere Variante war mit drei Spurweiten lieferbar. Seitdem wurde offenbar nur noch ein Dieselmotor von Perkins eingebaut, der Ottomotor von Austin war nicht mehr lieferbar. Das Laufwerk war gegenüber dem Vorgänger stark verändert: Antriebs- und Führungsrolle waren kleiner, ebenso die drei Laufrollen, es gab eine Stützrolle. Meist wurde das Fahrzeug nicht mehr als Ackerschlepper, sondern als Baumaschine mit Planierschild geliefert.
Der Dreizylinder-Perkins-Dieselmotor mit 78 mm Bohrung und 92 mm Hub hatte 1319 cm³ Hubraum und leistete 43 HP. Der Achsstand zwischen Antriebs- und Führungsrolle maß 2,23 m, das Fahrzeug wog 1764 kg.

### Bristol Taurus
1964 erschien der Bristol Taurus (nicht zu verwechseln mit dem gleichnamigen Flugzeugmotor von Bristol Aeroplane Company). Er hatte einen wassergekühlten Dreizylinder-Dieselmotor von Perkins, der 40 HP leistete. Das Laufwerk hatte zwischen vorderer Antriebs- und hinterer Führungsrolle fünf kleine Laufrollen (es war also gegenüber dem des Vorgängers um zwei Laufrollen verlängert) und eine Stützrolle. Das Getriebe hatte zwei Rückwärts- und drei Vorwärtsgänge. Das Fahrzeug wurde hauptsächlich als Baumaschine mit Planierschild oder großer Schaufel geliefert. 1964 entstanden ab Juli 43 Stück, zu den Stückzahlen in den Folgejahren ist nichts überliefert. Ab 1967 wurde das Fahrzeug bis 1971 unter dem Namen Track Marshall 1100 geliefert.